# Храм Димитрия Ростовского в Очакове
Храм Димитрия Ростовского в Очакове — православный храм в районе Очаково-Матвеевское города Москвы. Принадлежит к Михайловскому благочинию Московской епархии Русской православной церкви.

## История
Деревянная церковь во имя иконы Похвалы Богородицы в селе Очакове была построена в 1717 году князем Яковом Ивановичем Лобановым-Ростовским. В 1753 году владельцем села становится тайный советник Михаил Степанович Опочинин. 5 мая 1757 года он обращается в Синодальную контору с просьбой о разрешении на строительство нового храма. В том же году разрешение было получено. Строительство храма закончили к 1759 году.
Храм был закрыт советскими властями в середине 1920-х годов, потом открыт вновь и закрыт окончательно к началу войны. В здании храма устраили овощной склад, со стен безуспешно пытались смыть росписи. Купола остались нетронутыми, с них предполагали снять сусальное золото. В конце 1960 года в храме намечали реставрация, но работы начали только в 1972 году. К тому времени было упразднено церковное кладбище. Реставрационные работы закончили к 1992 году. Храм возвращён Русской православной церкви в 1992 году.

## Духовенство
- Настоятель храма — протоиерей Димитрий Иванов
- Иерей Андрей Строгов
- Диакон Николай Вигилянский[1].
- Игумен Вадим (Рындюк) (почислен за штат)[2]

## Престолы
- Святителя Димитрия Ростовского